# Fotogramas de Plata a la millor pel·lícula estrangera
Els Fotogramas de Plata són uns premis que lliura anualment la revista cinematogràfica espanyola Fotogramas. Els premis a les pel·lícules —estrangeres i nacionals— són a càrrec de la crítica especialitzada i els concedits als intèrprets són triats pel públic.
El 5 de febrer de 1951 es van lliurar al Cinema Alexandra de Barcelona els primers Fotogramas de Plata, corresponents a 1950. Aquests premis van néixer com a Placas San Juan Bosco.
Aquestes són les pel·lícules guanyadores en la categoria de millor pel·lícula estrangera.

## Guanyadors
| Any  | pel·lícula                              | Director                    |
| ---- | --------------------------------------- | --------------------------- |
| 2018 | Roma                                    | Alfonso Cuarón              |
| 2017 | Dunkirk                                 | Christopher Nolan           |
| 2016 | Elle                                    | Paul Verhoeven              |
| 2015 | Mad Max: fúria a la carretera           | George Miller               |
| 2014 | Boyhood                                 | Richard Linklater           |
| 2013 | La vida d'Adèle                         | Abdellatif Kechiche         |
| 2012 | Holy Motors                             | Leos Carax                  |
| 2011 | Drive                                   | Nicolas Winding Refn        |
| 2010 | La xarxa social                         | David Fincher               |
| 2010 | Un profeta                              | Jacques Audiard             |
| 2009 | Gran Torino                             | Clint Eastwood              |
| 2008 | Abans que el diable sàpiga que has mort | Sidney Lumet                |
| 2007 | Promeses de l'est                       | David Cronenberg            |
| 2006 | Babel                                   | Alejandro González Iñárritu |
| 2005 | Million Dollar Baby                     | Clint Eastwood              |
| 2004 | Lost in Translation                     | Sofia Coppola               |
| 2003 | Mystic River                            | Clint Eastwood              |
| 2002 | El pianista                             | Roman Polański              |
| 2001 | Desitjant estimar                       | Wong Kar Wai                |
| 2000 | Una història de debò                    | David Lynch                 |
| 1999 | Avui comença tot                        | Bertrand Tavernier          |
| 1998 | The Truman Show                         | Peter Weir                  |
| 1997 | L.A. Confidential                       | Curtis Hanson               |
| 1996 | Breaking the Waves                      | Lars von Trier              |
| 1996 | Secrets i mentides                      | Mike Leigh                  |
| 1995 | Els ponts de Madison                    | Clint Eastwood              |
| 1994 | L'edat de la innocència                 | Martin Scorsese             |
| 1993 | Dràcula                                 | Francis Ford Coppola        |
| 1992 | Sense perdó                             | Clint Eastwood              |
| 1991 | El Padrí III                            | Francis Ford Coppola        |
| 1990 | Un dels nostres                         | Martin Scorsese             |
| 1989 | Les amistats perilloses                 | Stephen Frears              |
| 1988 | Els dublinesos                          | John Huston\|               |
| 1987 | Ulls negres                             | Nikita Mikhalkov            |
| 1986 | Vellut blau                             | David Lynch                 |
| 1985 | La rosa porpra del Caire                | Woody Allen                 |
| 1984 | Paris, Texas                            | Wim Wenders                 |
| 1983 | A la ciutat blanca                      | Alain Tanner                |
| 1982 | ET, l'extraterrestre                    | Steven Spielberg            |
| 1981 | Atlantic City                           | Louis Malle                 |
| 1981 | Fedora                                  | Billy Wilder                |
| 1980 | El meu oncle d'Amèrica                  | Alain Resnais               |